# Eusarcus hastatus
Eusarcus hastatus is een hooiwagen uit de familie Gonyleptidae.